# Johann Heinrich Lambert
Johann Heinrich Lambert (ur. 26 sierpnia lub 28 sierpnia 1728 w Miluzie, zm. 25 września 1777 w Berlinie) – alzacki uczony: matematyk, fizyk, astronom i filozof, klasyfikowany jako Szwajcar, Francuz lub Niemiec. Zajmował się między innymi optyką oraz teorią odwzorowań kartograficznych.

## Życiorys
Jego prapradziadek w 1635 roku trafił do Miluzy (obecnie w Alzacji, Francja; wówczas eksklawa Szwajcarii) z Lotaryngii; opuścił on rodzinne strony, aby uniknąć prześladowań na tle religijnym. Lambertowie byli niemieckojęzyczni.
Lambert urodził się w 1728 r. w rodzinie hugenotów. Niektóre źródła podają datę urodzenia 26 sierpnia, a inne 28 sierpnia.  Opuścił szkołę w wieku 12 lat, kontynuował naukę w wolnym czasie, podejmując się szeregu prac. Pracował jako asystent ojca (który był krawcem), urzędnik w pobliskiej hucie żelaza, prywatny nauczyciel, sekretarz wydawcy Basler Zeitung oraz, w wieku 20 lat, prywatny nauczyciel synów hrabiego Salisa w Chur. Podróże po Europie ze swoimi podopiecznymi (1756–1758) pozwoliły mu spotkać uznanych matematyków w państwach niemieckich, Holandii, Francji i państwach włoskich. Po powrocie do Chur opublikował swoje pierwsze książki (o optyce i kosmologii) i zaczął szukać posady akademickiej. Po kilku krótkich listach został (1763) zaproszony na stanowisko w Pruskiej Akademii Nauk w Berlinie, gdzie uzyskał patronat króla Prus Fryderyka II i zaprzyjaźnił się z Eulerem. Tam żył i pracował aż do śmierci w 1777 r.
W roku 1767 udowodnił, że liczba pi jest liczbą niewymierną. W swych pracach jako jeden z pierwszych, obok Vincenzo Riccatiego posługiwał się funkcjami hiperbolicznymi. Znaczące były także jego prace z optyki (fotometria, refrakcja, prawo Lamberta) i astronomii (orbity komet). W geometrii rozważał tzw. czworokąt Lamberta w pracy antycypującej powstanie geometrii nieeuklidesowej, wprowadził zarazem pojęcie defektu jako różnicy między dwoma kątami prostymi a sumą kątów w trójkącie i wykazał, że pole trójkąta jest proporcjonalne do defektu. Był też filozofem, bliskim Kantowi. Główne dzieło filozoficzne Lamberta to Neues Organon (1764); korespondował z Kantem, który zamierzał mu dedykować swą Krytykę czystego rozumu.

## Upamiętnienie
Na cześć uczonego nazwano:
- planetoidę: (187) Lamberta,
- krater Lambert na Księżycu,
- krater Lambert na Marsie.